# Regions Morgan Keegan Championships and The Cellular South Cup 2010
Regions Morgan Keegan Championships and The Cellular South Cup 2010 — профессиональный международный теннисный турнир, проводимый как ATP в серии ATP 500, так и WTA в международной серии. Соревнования проходили с 15 по 22 февраля.
Прошлогодние победители:
- мужчины одиночки —  Энди Роддик
- женщины одиночки —  Виктория Азаренко
- мужчины пары —  Марди Фиш /  Марк Ноулз
- женщины пары —  Виктория Азаренко /  Каролина Возняцки

## Соревнования

### Одиночные турниры

#### Мужчины
Сэм Куэрри обыграл  Джона Изнера со счётом 6-7(3), 7-6(5), 6-3

#### Женщины
Мария Шарапова обыграла  Софию Арвидссон со счётом 6-2, 6-1

### Парные турниры

#### Мужчины
Джон Изнер /  Сэм Куэрри обыграли  Росса Хатчинса /  Джордана Керра со счётом 6-4, 6-4

#### Женщины
Ваня Кинг /  Михаэлла Крайчек обыграли  Бетани Маттек-Сандс /  Меганн Шонесси со счётом 7-5, 6-2